# Dioxyna bidentis
Dioxyna bidentis är en tvåvingeart som först beskrevs av Robineau-desvoidy 1830.  Dioxyna bidentis ingår i släktet Dioxyna och familjen borrflugor. Arten är reproducerande i Sverige. Inga underarter finns listade i Catalogue of Life.

## Bildgalleri

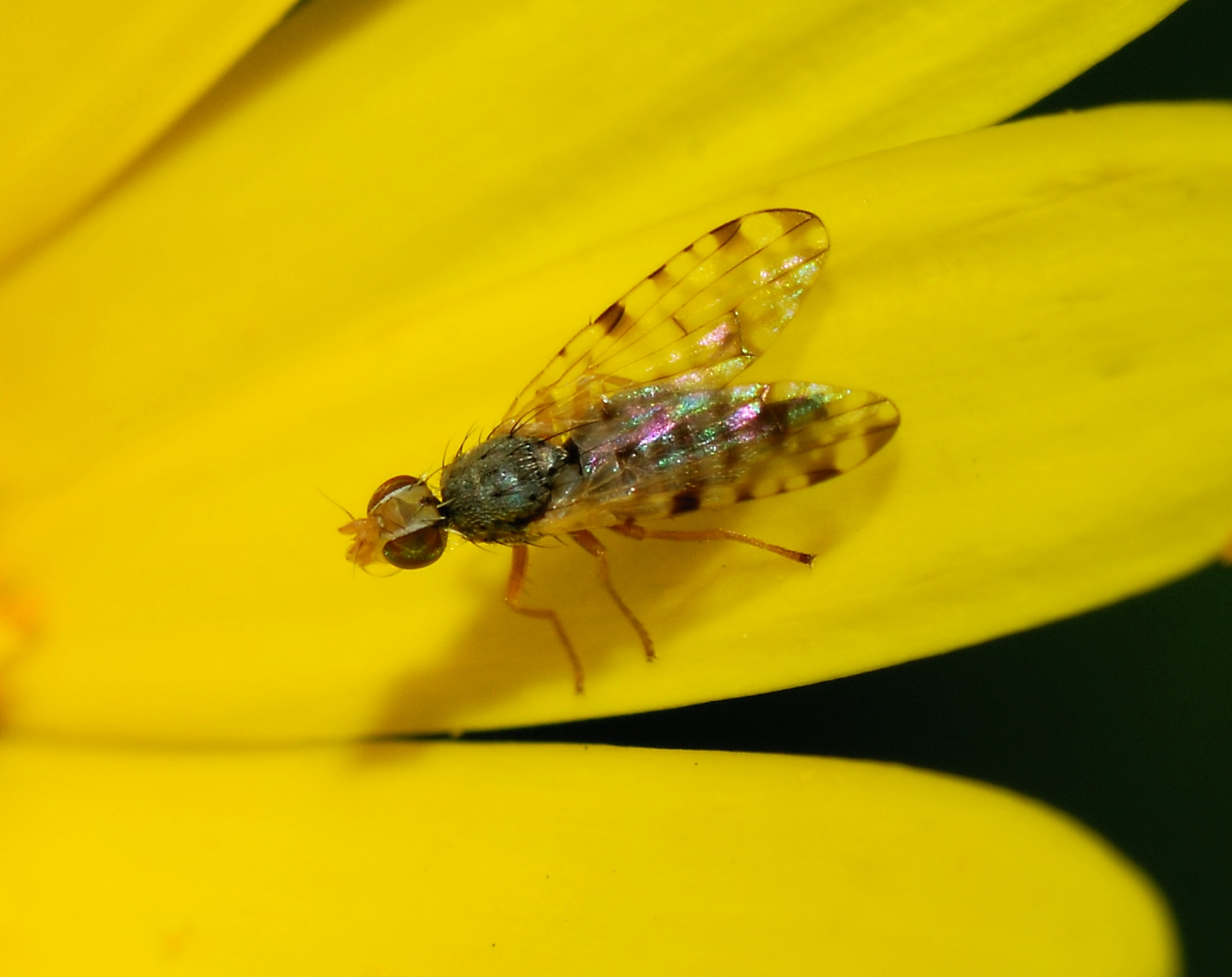
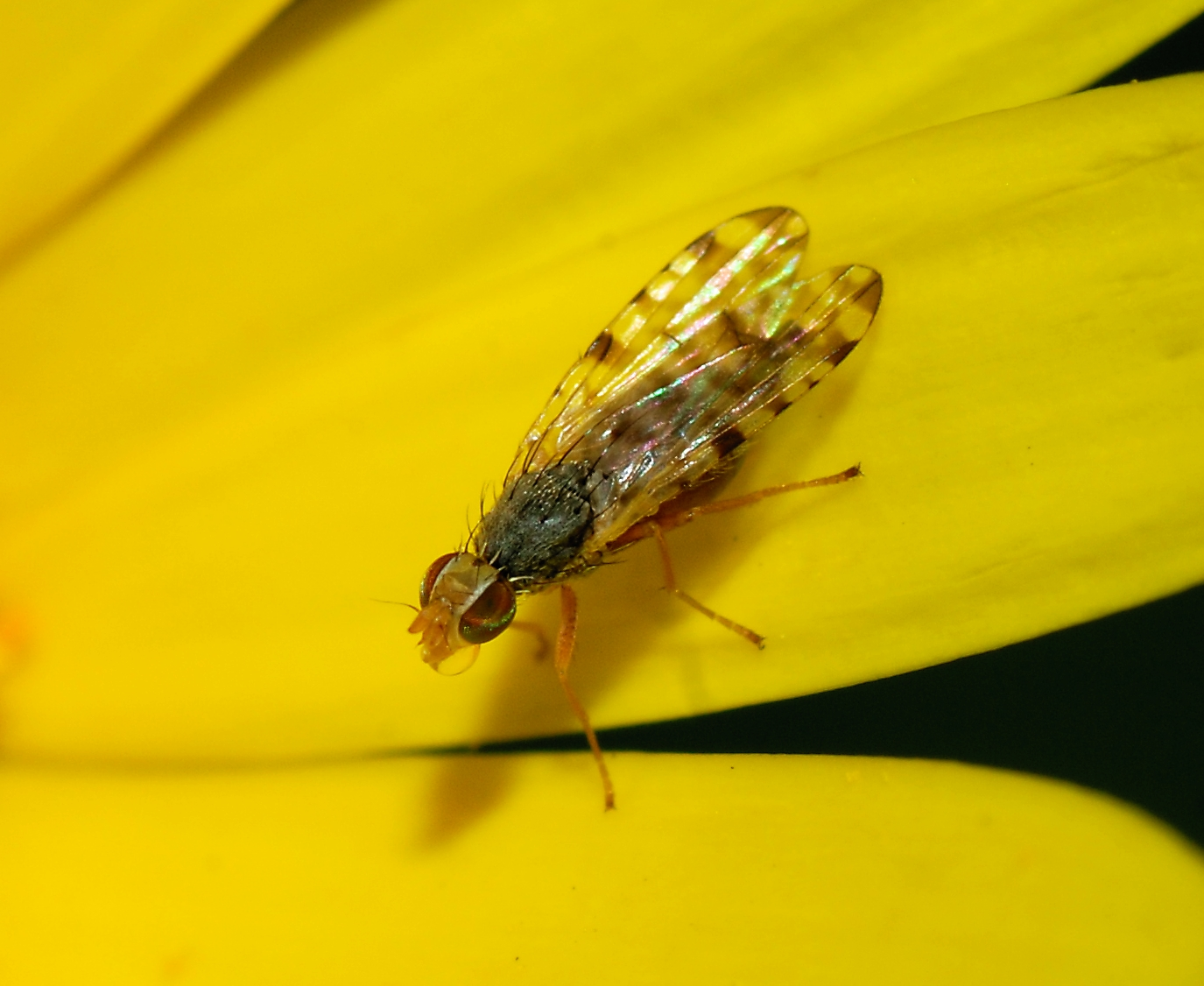